# Communauté de l'Agneau
Ne doit pas être confondu avec Petites Sœurs disciples de l'Agneau.
Cet article possède un paronyme, voir Communauté de l'Anneau.

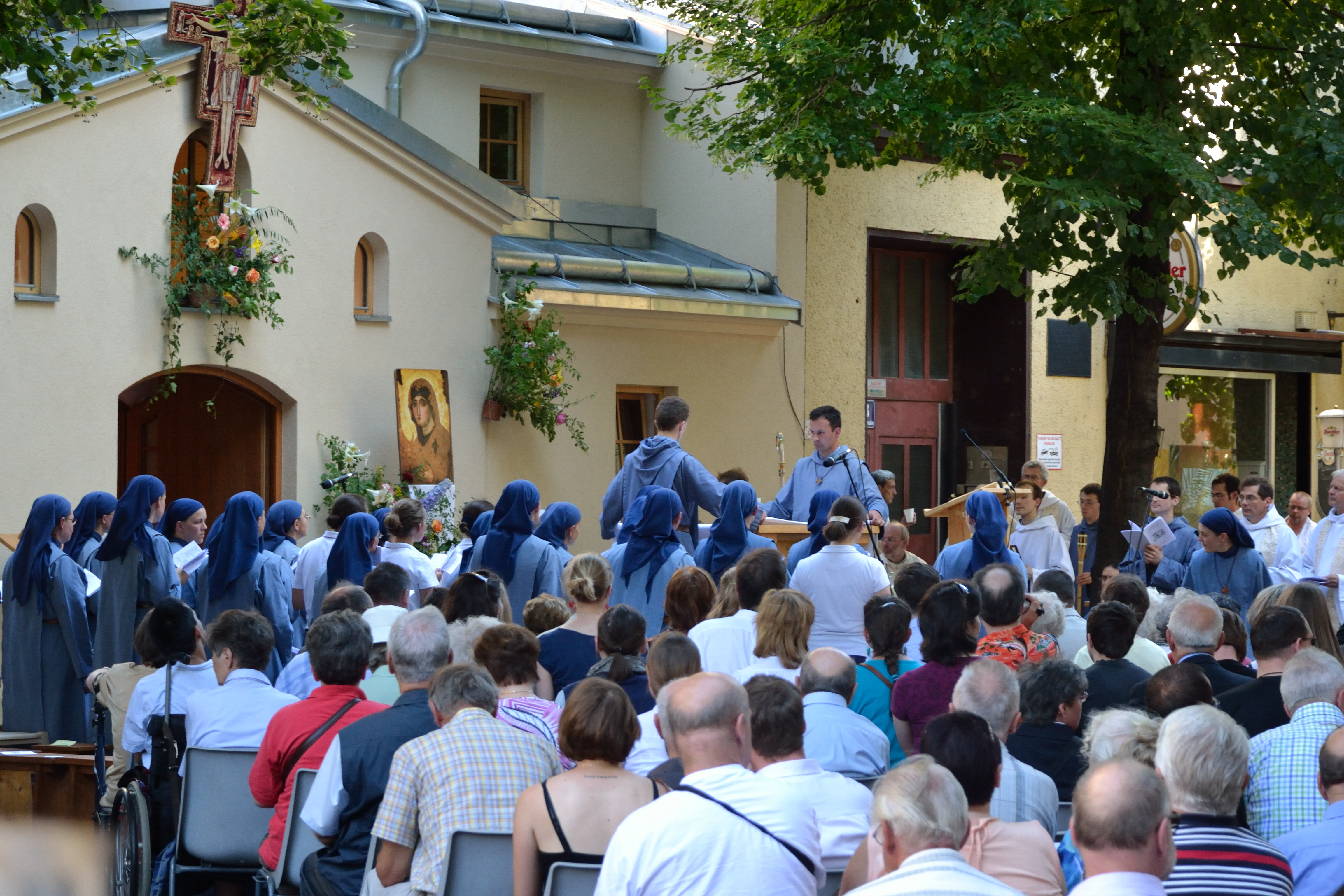
Bénédiction de la maison des sœurs de Vienne.

La communauté de l'Agneau est constituée de deux associations publiques de fidèles : les Petites sœurs de l'Agneau fondées en 1983 et les Petits frères de l'Agneau en 1990.

## Histoire
La communauté tire ses origines de la rencontre de religieuses et religieux dominicains et d'un frère franciscain en 1974 à Vézelay. Elle est fondée à Chartres en 1981 par la sœur dominicaine Marie-Thierry Coqueray désireuse de vivre sa vocation religieuse dans la pauvreté au sein d'un ordre mendiant et itinérant. Elle avait auparavant fréquenté le centre d'étude du Saulchoir et le frère dominicain Christoph Schönborn à Paris et participé au début des années 1970 à l'émergence du renouveau charismatique en France.
Les Petites sœurs de l'Agneau sont érigées le 6 février 1983 en « pieuse union » par Jean Chabbert évêque de Perpignan. Vincent de Couesnongle, Maître de l'ordre des Prêcheurs, reconnaît la communauté comme une branche de l'Ordre des Prêcheurs le 16 juillet 1983,. Elle accueille une branche masculine en 1990. La maison-mère étant située à Plavilla dans l'Aude, la communauté dépend du diocèse de Carcassonne. Malgré cela, depuis 1996, la communauté est placée sous la responsabilité du cardinal Christoph Schönborn, archevêque de Vienne.
En février 2010, le magazine Golias fait état de « difficultés qui ont déjà fait réagir nombre de familles suite à l’entrée de l’un de leurs enfants dans cette communauté ».
En septembre 2024, quatre anciens membres adressent à la Cellule de vigilance de la Conférence des évêques de France « un document soulignant la reprise des signaux d’alarme de tendances sectaires dans ce mouvement » et lancent un appel à témoignages relayé par l'Aide aux victimes des dérives de mouvements religieux en Europe et à leurs familles (AVREF).

## Fraternités

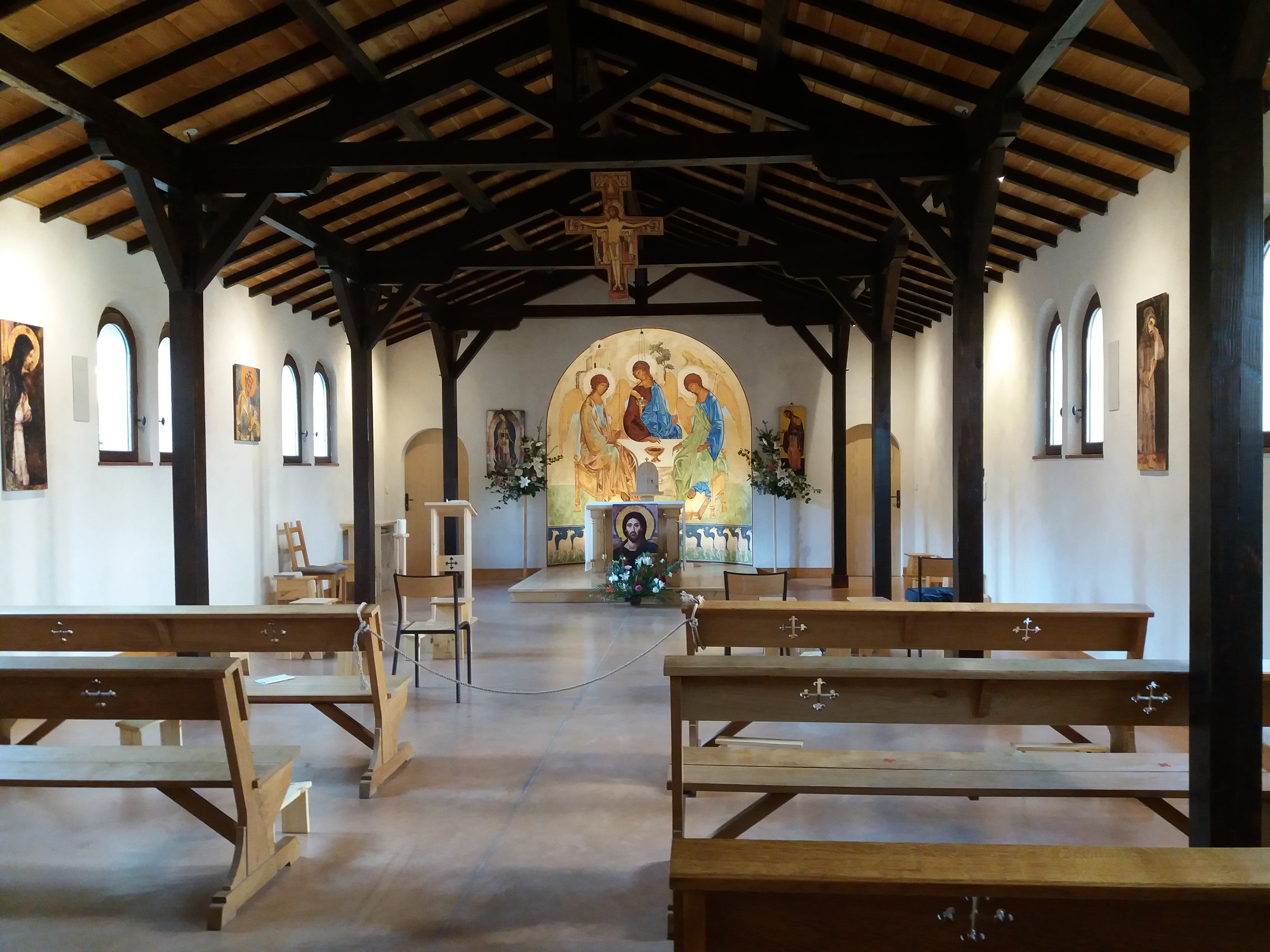
Chapelle du petit monastère Lumière de l'Immaculée à Lyon.

La devise de la communauté de l'Agneau est « Blessé, je ne cesserai jamais d’aimer ».

Elle est présente dans 8 pays en 2022 et compte 180 sœurs et 40 frères,.
- France
  - Toulouse
  - Marseille
  - Saint-Pierre, à Plavilla (Aude)
  - Béthune (Pas-de-Calais)
  - Lyon
- Italie
  - Rome
- Espagne
  - Barcelone
  - La Costa, Fogars de Montclús (Catalogne)
  - Grenade
  - Madrid
  - Valence
- Pologne
  - Częstochowa
- Autriche
  - Vienne
- Argentine
  - Buenos Aires
- Chili
  - Santiago du Chili
- États-Unis
  - Kansas City